# Gitagovinda

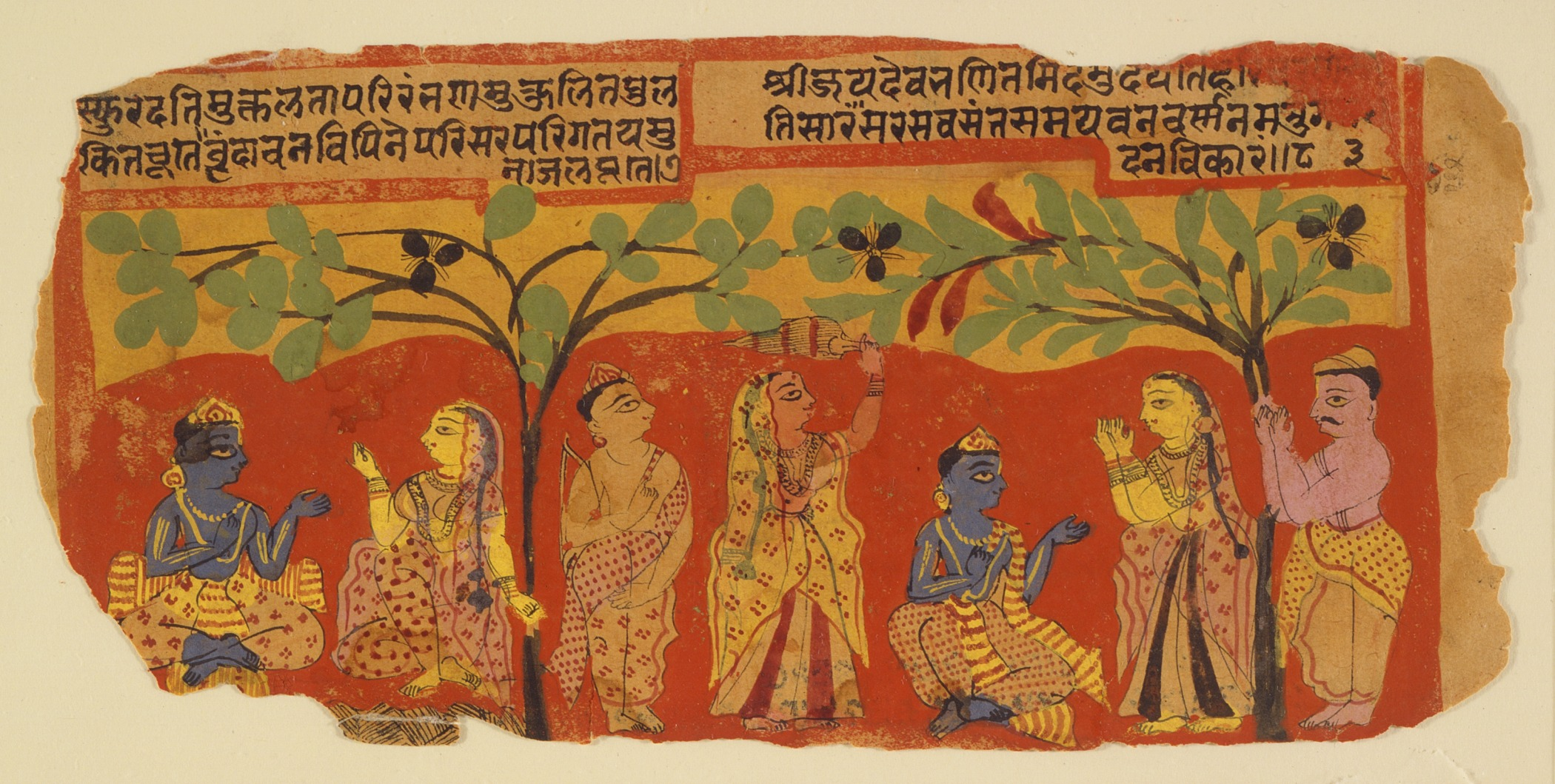
Illustriertes Gitagovinda-Manuskript, Gujarat, 16. Jhd. (Los Angeles County Museum of Art).

Das Gitagovinda (Sanskrit: गीतगोविन्द Gītagovinda „Der besungene Govinda“) ist ein Sanskrit-Gedicht, das im 12. Jahrhundert vom Autor Jayadeva am Königshof von Bengalen verfasst wurde. Es beschreibt in zwölf Gesängen die Liebesbeziehung zwischen dem Hindu-Gott Krishna (Govinda), seiner Gefährtin Radha und den Gopis (Hirtenmädchen).
Das Gitagovinda verbindet Erotik mit religiöser Mystik, indem die Liebesabenteuer Krishnas gemäß der Bhakti-Lehre mit der hingebungsvollen Verehrung des Gottes durch die Gläubigen gleichgesetzt werden. Das Werk hat großen Einfluss auf die Krishna-Religiosität ausgeübt und wurde auch in Europa früh rezipiert. Die erste englische Übersetzung stammt von William Jones (1807), ins Deutsche wurde das Gitagovinda unter anderem von Friedrich Rückert (1837) übersetzt.
Das Gitagovinda gilt als „später Gipfel der lyrischen Kunst“ in der Sanskrit-Literatur und sticht stilistisch in mehrfacher Hinsicht hervor. Die ungewöhnlichen Versmaße, die Reime und die Refrains, die der Dichter Jayadeva einsetzt, weisen auf den Einfluss der Volksdichtung hin. Die zahlreichen Klangfiguren und der Vokalreichtum der Wörter verleihen dem Text eine ausgeprägte Rhythmik und außergewöhnliche Lautgestalt. Als Beispiel sei Vers 1.28 angegeben in Original und Umschrift samt der Übersetzung von Erwin Steinbach angegeben. Man beachte das weitgehende Fehlen von Konsonantenhäufungen sowie die zahlreichen Alliterationen (lalita-lavaṅga-latā, kokila-kūjita-kuñja-kuṭīre) und Binnenreime (komala-malaya, madhukara-nikara-karambita):

“ललितलवङ्गलतापरिशीलनकोमलमलयसमीरे
 मधुकरनिकरकरम्बितकोकिलकूजितकुञ्जकुटीरे
 विहरति हरिरिह सरसवसन्ते
 नृत्यति युवतिजनेन समं सखि विरहिजनस्य दुरन्ते.”

„Lalita-lavaṅga-latā-pariśīlana-komala-malaya-samīre
 madhukara-nikara-karambita-kokila-kūjita-kuñja-kuṭīre
 viharati harir iha sarasa-vasante
 nṛtyati yuvati-janena samaṃ sakhi virahi-janasya durante.“

„Wo süßer Gewürznelkenzweiglein Umschmeicheln den Malaya-Hügelwind schmeidigt, den frischen,
 wo beim Hüttchen im Hain der Kuckucke Schluchzer mit summenden Immenschwärmen sich mischen,
 Hari hier weilt auf des saftigen Frühlings Weiden,
 tanzt mit den Mädchen, Liebste, zur Zeit, die verweisten Liebenden bringt Leiden.“